# دام والدین (فیلم ۱۹۹۸)
دام والدین (انگلیسی: The Parent Trap) فیلمی در ژانر کمدی رمانتیک به کارگردانی نانسی مایرز است که در سال ۱۹۹۸ منتشر شد. این فیلم بازسازی فیلمی با همین نام محصول سال ۱۹۶۱ و اقتباسی از رمان خواهران غریب است.

## بازیگران
- لیندزی لوهان
- دنیس کواید
- ناتاشا ریچاردسون
- الین هندریکس
- لیزا ان والتر
- سایمون کونز
- کاترینا گراهام
- مگی ویلر
- جوانا بارنز
- پالی هالیدی
- ناتاشا ملنیک